# Будівельна жертва
Будівельна жертва — елемент українського обряду закладин, своєрідний відкуп на початку будівництва нового житла.
Цей обряд має свою давню історію виникнення. У сиву давнину наші пращури для зміцнення будівлі спочатку приносили людські жертви, а тоді тварин, ще пізніше — рослини й нарешті дрібні гроші.
Навіть і нині більшість забудовників за давньою традицією продовжують кидати монети під перший камінь фундаменту, аби гроші з хати не виводились. Так зване подальше будівництво нової оселі відтоді мало супроводжуватись всім гуртом, так званою толокою.